# Malý Bor
Pour les articles homonymes, voir Malý.
Malý Bor (en allemand : Klein Bor, de 1939 à 1945 : Kleinheid) est une commune du district de Klatovy, dans la région de Plzeň, en République tchèque. Sa population s'élevait à 511 habitants en 2021.

## Géographie
Malý Bor se trouve à 4 km à l'ouest-nord-ouest du centre de Horažďovice, à 27 km à l'est-sud-est de Klatovy à 50 km au sud-sud-est de Plzeň et à 101 km au sud-ouest de Prague.
La commune est limitée par Břežany au nord, par Horažďovice à l'est, par Velké Hydčice et Rabí au sud, et par Hradešice à l'ouest.

## Histoire
La première mention écrite de la localité date de 1243.

## Administration
La commune se compose de quatre sections :
- Hliněný Újezd
- Malé Hydčice
- Malý Bor
- Týnec

## Galerie

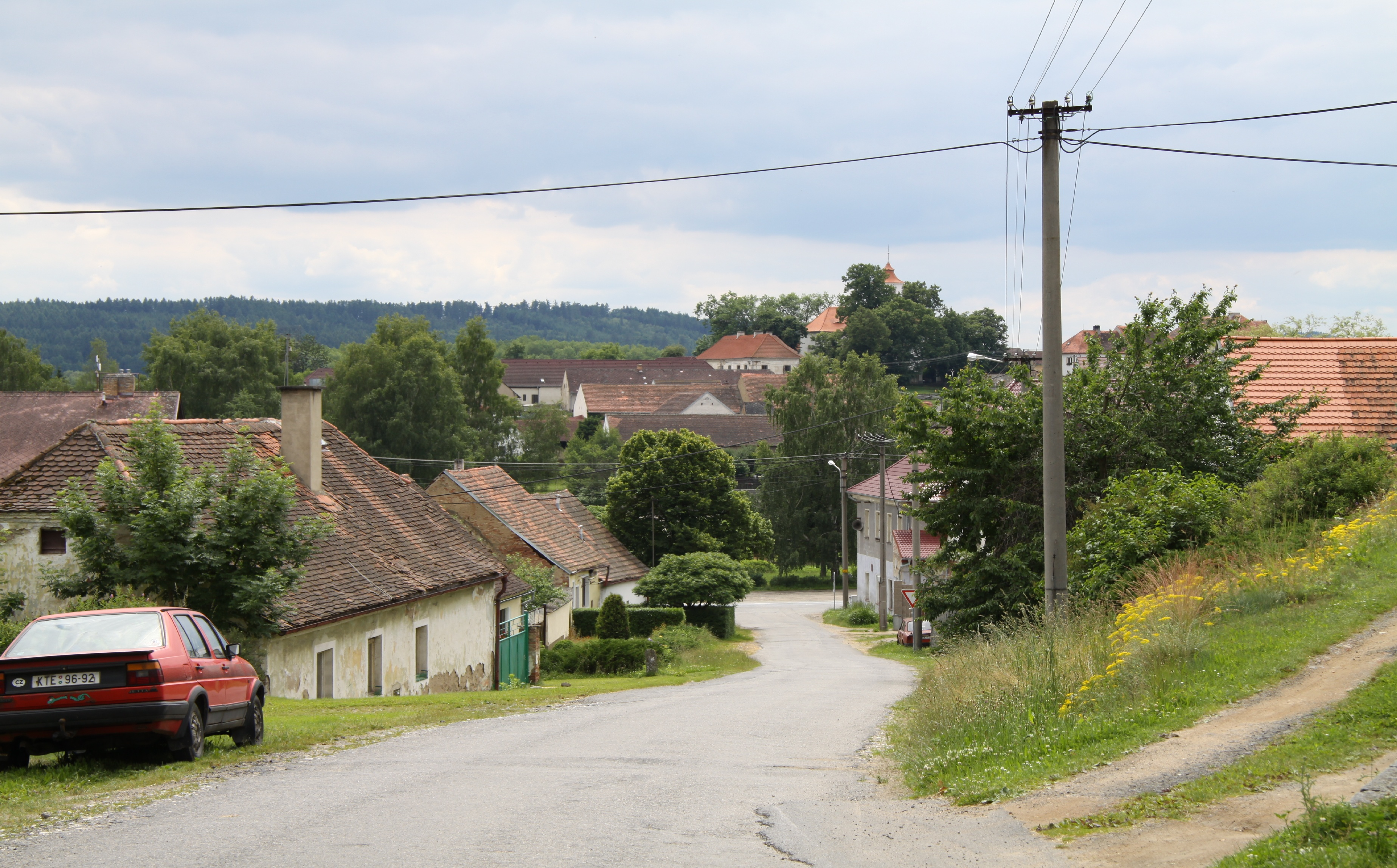
Malý Bor : rue principale.
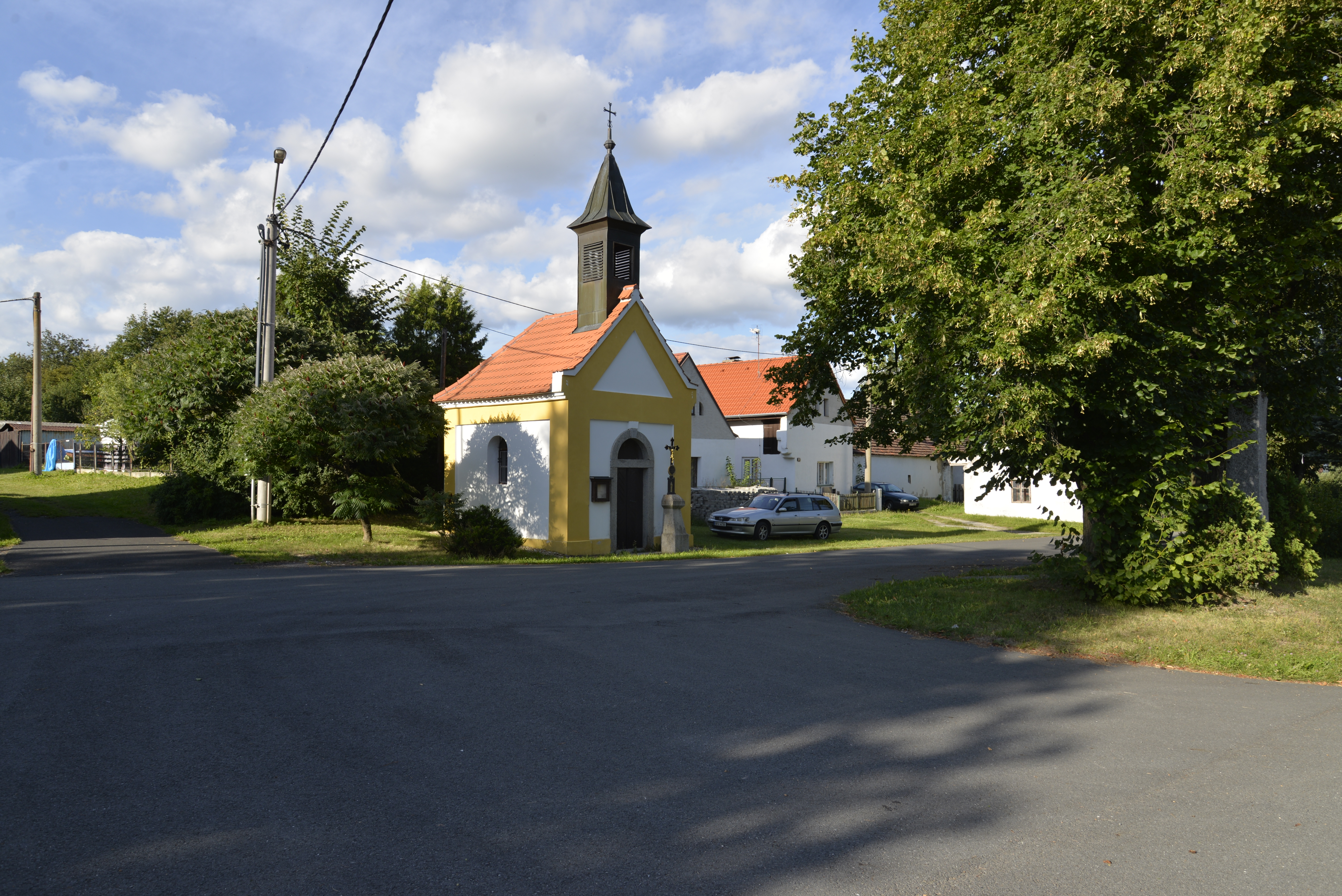
Hliněný Újezd : chapelle.

## Transports
Par la route, Malý Bor se trouve à 4 km de Horažďovice, à 30 km du centre de Klatovy, à 59 km de Plzeň et à 116 km de Prague.